# Sulursari
Sulursari is een bestuurslaag in het regentschap Grobogan van de provincie Midden-Java, Indonesië. Sulursari telt 6471 inwoners (volkstelling 2010).